# اندری نویکوف
اندری نویکوف (اوکراینی: Андрій Васильович Новіков؛ زادهٔ ۲۰ آوریل ۱۹۹۹) بازیکن فوتبال است.